# Asparagus setaceus

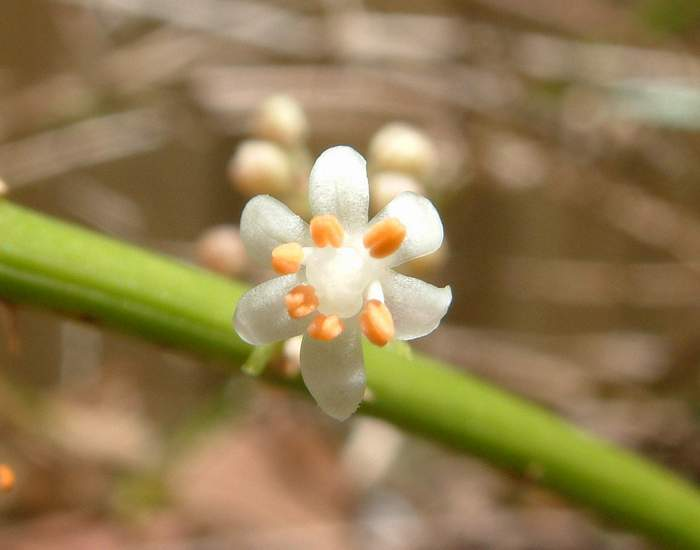
Flor de Asparagus setaceus.

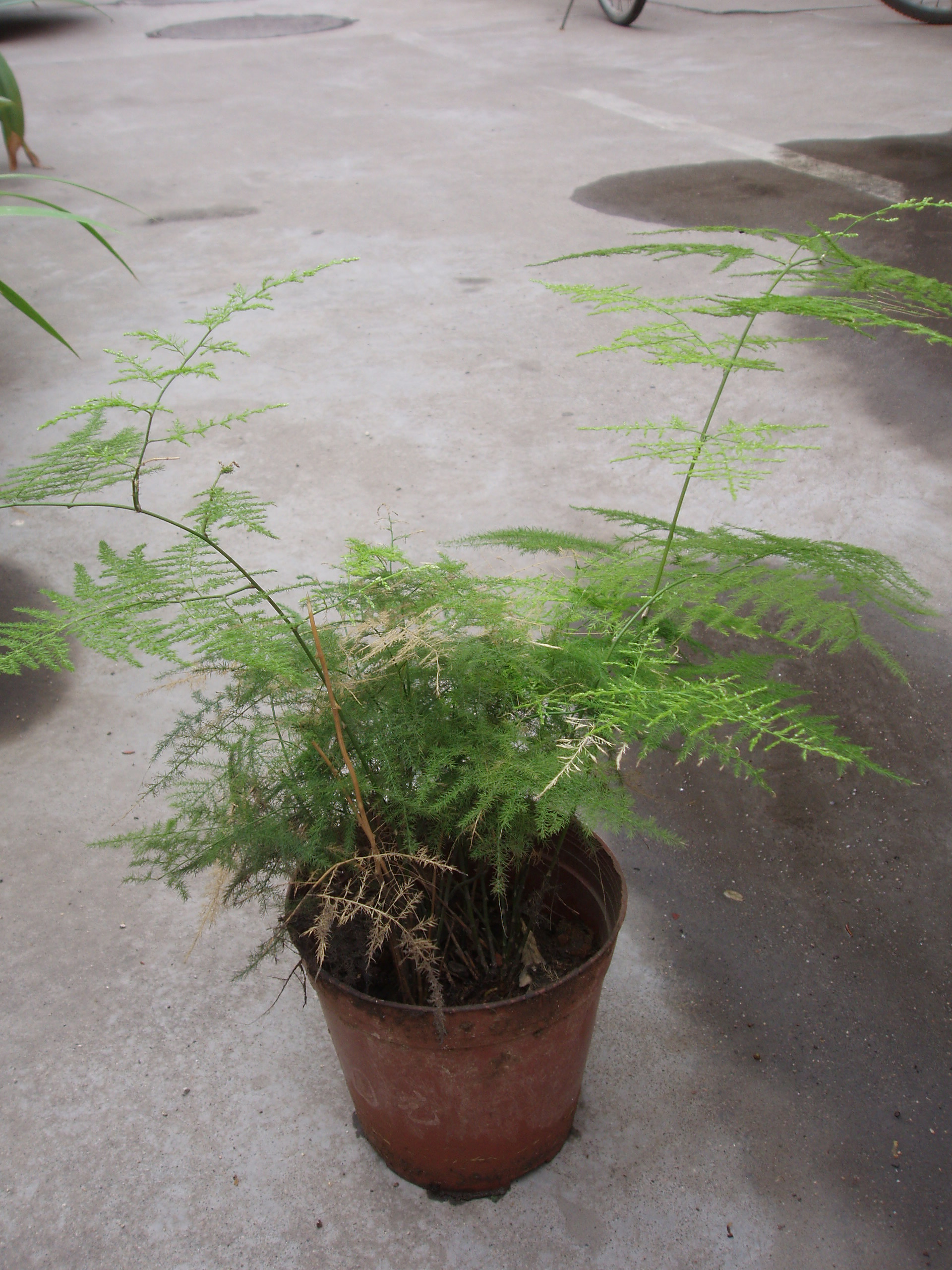

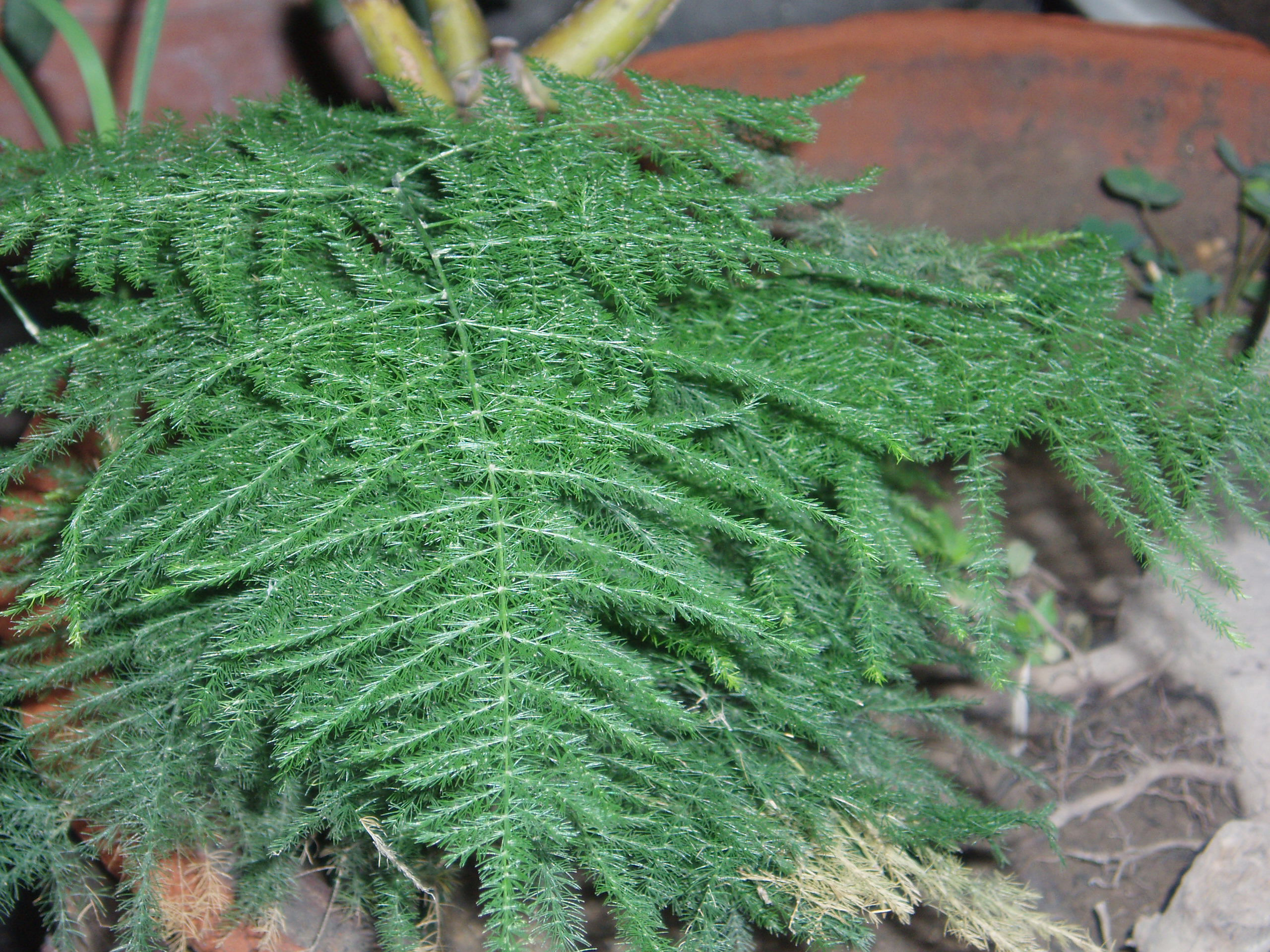
Detalle de las hojas

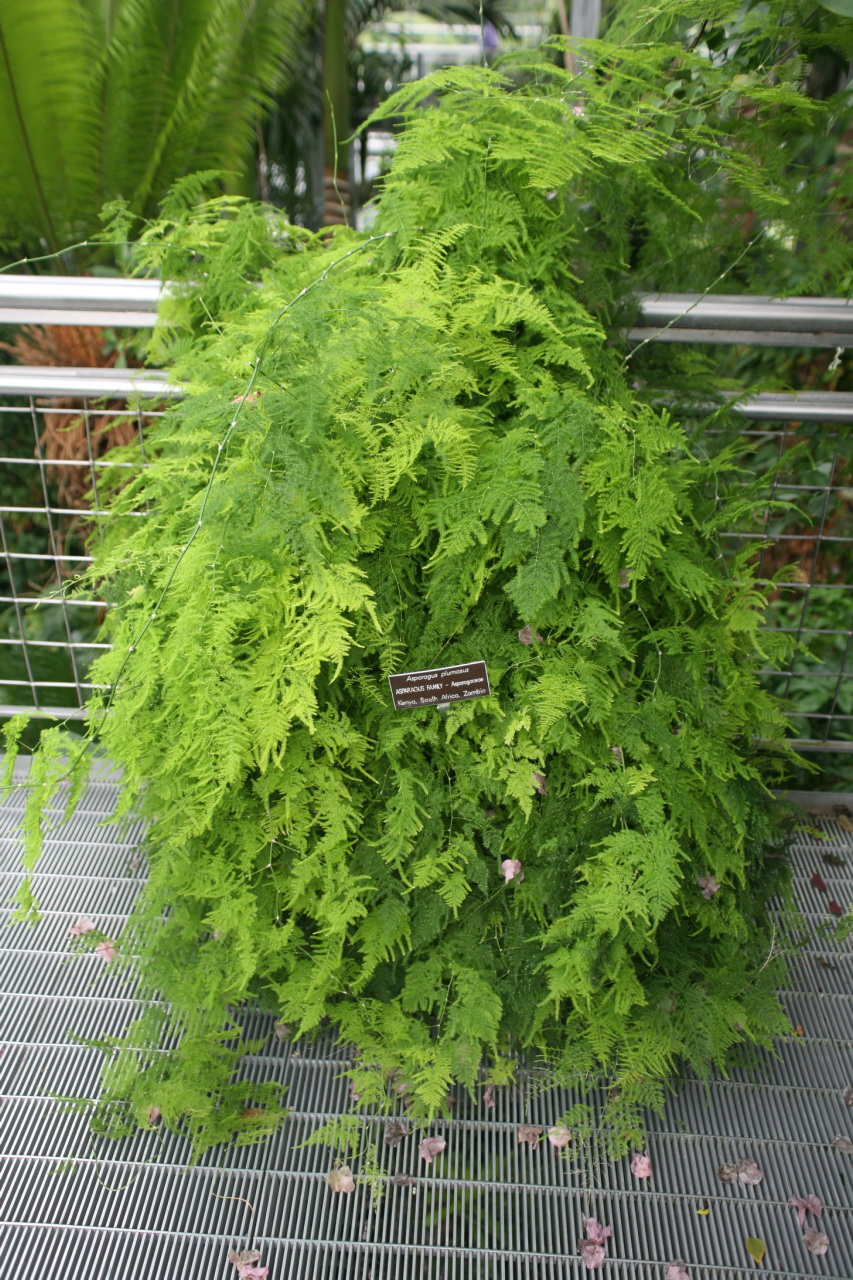
Vista de la planta

Asparagus setaceus conocido como "helecho plumoso", "espuma de mar" o "brisa" es una planta de la familia Asparagaceae, originaria de África del sur; a pesar de su nombre común, no se trata de un helecho verdadero sino de una planta con flores (angiosperma) emparentada con  el espárrago.

## Descripción
Es una planta trepadora, perennifolia, de tallo muy ramificado y hojas aciculares que se ubican en el mismo plano que las ramas laterales, lo cual les da un aspecto de fronde de helecho. Posee flores muy pequeñas (0.4 cm) y poco vistosas de color blanquecino que florecen en verano.
Los frutos son bayas de color verde cuando brotan y negras cuando maduran; son tóxicas y no deben comerse.

## Distribución
Es nativa de África del norte, pero en otros lugares se cultiva como planta ornamental. Se ha convertido en una especie invasora en varios lugares donde se ha introducido.

## Importancia económica
De aspecto delicado, es muy utilizada para la confección de arreglos florales. Es una hermosa planta para invernadero donde brota cada año. 

## Propiedades
En Puebla, su empleo terapéutico incluye alteraciones nerviosas, padecimientos del corazón en general y dolor de corazón.

## Historia
Francisco Hernández de Toledo, en el siglo XVI la señala como: astringente.
Para el siglo XX, Maximino Martínez la refiere al tratamiento de la pulmonía y afirma que “templa los riñones” .

## Nombre científico y taxonomía
- Asparagus setaceus fue descrita por (Carl Sigismund Kunth) John Peter Jessop[5] y publicado en Bothalia 9: 51. 1966.[6][7]

Etimología
Ver: Asparagus
setaceus; epíteto que deriva del latín saeta.
sinónimos
- Asparagopsis setacea Kunth	basónimo
- Asparagus asiaticus var. amharicus Pic.Serm.
- Asparagus lujae De Wild.
- Asparagus plumosus Baker
- Asparagus plumosus var. tenuissimus auct.
- Asparagus zanzibaricus Baker
- Protasparagus plumosus (Baker) Oberm.
- Protasparagus setaceus (Kunth) Oberm.